# سبزه‌خانی
سبزه خانی، روستایی از توابع بخش مرکزی شهرستان دلفان در استان لرستان ایران است.
آدرس شبکه اجتماعی روستا
https://www.instagram.com/sabzekhani5?igsh=MXNqeWQ3MDg1eGFtOQ==

## جمعیت
این روستا در دهستان نورآباد قرار دارد و براساس سرشماری مرکز آمار ایران در سال ۱۳۸۵، جمعیت آن ۲۸۵ نفر (۵۴خانوار) بوده‌است.